# Caelii
La gens Caelii était une famille plébéienne de la Rome antique. Le nomen Caelius est fréquemment confondu avec Coelius et Caecilius, certains  sont appelés Caelius dans les manuscrits mais apparaissent comme Coelius ou Coilius sur les pièces de monnaie. Publius Caelius atteint le prétorat en 74 av. J.-C., et le premier de cette gens qui obtient le consulat est Gaius Caelius Rufus en 17 apr. J.-C. L'empereur Balbinus est un descendant des Caelii.

## Origine
Les Caelii revendiquent la descendance de l'étrusque, Caelius Vibenna, dont les aventures sont légendaires en Étrurie ; l'empereur Claude, intéressé par la culture étrusque, décrit les aventures de Caelius, son frère, Aulus Vibenna, et leur compagnon, Macstarna, que Claude soutenait être la même personne que Servius Tullius, le sixième roi de Rome. La Tombe François découverte à Vulci comprend une fresque représentant un tel épisode, dans lequel, aidés d'un compagnon, les trois héros et leurs amis s'échappent de captivité, et tuent un ennemi nommé Gnaeus Tarquinius de Rome. Par la suite, Vibenna et ses partisans se sont installés à Rome, sur le Querquetulan connu sous le nom de mont Cælius, l'une des  sept collines de Rome ,,.

## Prenomen
Les principaux praenomina des Caelii pendant la République sont  Marcus, Publius, Gaius et Quintus. À l'époque impériale, certains des Caelii utilisaient Gnaeus, un praenomen commun, et Decimus, plus distinctif.

## Branches et cognomen
Le surnom de cette gens sous la République est Rufus, à l'origine généralement donné à une personne aux cheveux roux,, Différents noms de famille sont  Cursor, un coureur, Pollio, un polisseur d'armures, et Sabinus, une personne sabines.

## Membres

### Sous la République

#### Caelii Rufi
- (Caelius Rufus), (v.-130 - ?);
  - Marcus Caelius Rufus, (v.-110 - ap.-56), chevalier romain;
    - Marcus Caelius Rufus, (28/5/-82 - -48), tribun de la plèbe en -52, Préteur peregrin en -48;

  - Caius (Caelius Rufus), (v.-105 - ?);
    - Caius Caelius Rufus, (v.-80 - ap.-51), tribun de la plèbe en -51[a 2].;
      - Caius Caelius (Rufus?), (v.-45 - ap.-4), consul suffect en -4;
        - Caius Caelius Rufus, (v.-20 - ap.17), consul en 17[a 3],[a 4].;

#### Autres
- Marcus Caelius, tribun de la plèbe, attaqué dans un discours par  le censeur Marcus Porcius Caton[a 5].
- Gaius Caelius, préteur vers 90 av. J.-C.[7].
- Publius Caelius, placé aux commandes de Placentia par le consul Gnaeus Octavius en 87 ; lorsque la ville fut prise par l'armée de Cinna, il se fit mettre à mort, plutôt que de tomber entre les mains du parti marial[a 6].
- Publius Caelius (P. f.), préteur en 74 av. J.-C.[a 7].
- Marcus Caelius, un eques, à qui Verres a enlevé plusieurs vases d'argent, en 71 av. J.-C.[a 8].
- Quintus Caelius, ami et disciple de Marcus Antonius, attaqué par Cicéron[a 9].
- Caelius, un usurier, avec qui Cicéron avait des relations[a 10].

### Sous le Principat

#### Caelii Calvini
- Caelius Calvinus, (v.140 - ap.191), consul suffect, légat d'August propréteur de Cappadoce en 184;
  - ? Imp. Caesar Decimus Caelius Calvinus Balbinus Augustus, (v.178 - 29/7/238), Augustus en 238;

#### Caelii Donati
Les Caelii Donati sont originaire de Bénévent, ils sont inscrits dans la Tribu Stellatina.
- Caius Caelius Donatus, (v. 185 - ?), époux de Bassaea Ianuaria;
  - Caius Caelius Bassaeus Donatus, (v. 210 - ap. 246), préteur de Cérès, chevalier romain[b 1];
  - Caius Caelius Bassaeus Procilius Faustinus, (v. 215 - ap. v. 240/50), préteur de Cérès, chevalier romain[b 2];

#### Caelii Censorini
- Caius Caelius Censorinus, (v. 280 - ap. v. 325), gouverneur de Campanie et consul suffect sous Constantin Ier[b 3],[8],[9].
  - ? (Caelius Censorinus), (v. 305 - ?);
    - ? Caelius Censorinus, (v. 335 - ap. 378), gouverneur de Numidie entre 375 et 378, et peut-être propriétaire à Baiae[b 4],[10],[9].

#### Caelii Felix
- (Caelius) Felix, (v. 415 - ?), prétre;
  - (Caelius) Felix, (v. 440 - 1/3/492), , 48e pape
    - ? Felix, (v. 465 - N);
      - N, (v. 490 - ?);
        - Gordianus, (v. 515 - v. 570);
          - Gregorius, (v. 540 - 604), 64e pape
          - (Palatinus), (v. 545 - ap. 600) Préfet de Rome en 590;

        - Aemiliana, (v. 520 - ?);
        - Gordiana, (v. 520 - ?);
        - Tarsilla, (v. 520/5 - ?);

    - Paulla, (v. 465/70 - 484);
    - Aemiliana, (v. 470 - 489);
    - Gordianus, (v. 472 - 485)[11];

#### Autres
- Caelius Cursor, chevalier romain, mis à mort par Tibère, pour avoir accusé de trahison le préteur Magius Caecilianus[a 11].
- Marcus Caelius T. f., primus pilus de Legio XVIII, mort lors de la Bataille de Teutobourg en 9 apr. J.-C.
- Publius Caelius T. f., a construit le cénotaphe de son frère Marcus Caelius, le primus pilus.
- Caelius Pollio, commandant de l'armée romaine en Arménie en 51 apr. J.-C., soudoyé par Rhadamistus pour trahir la cause de Mithridate d'Arménie, roi client romain[a 12],[a 13].
- Gnaeus Arulenus Caelius Sabinus, juriste, nommé consul par l'empereur Othon en 69 apr. J.-C., et retenu par Vitellius.
- Quintus Caelius Honoratus, consul suffect en 105 apr. J.-C.
- Caelius Apicius, auteur d'un traité culinaire en dix livres, probablement Ier siècle.
- Caelius Firmianus Symposius, poète et auteur d'une série d'énigmes, de date incertaine.
- Caelius Aurelianus, médecin durant la période impériale.
- Caelius Felix, sénateur romain mis à mort par Commode en 192.
- Caelius Felix, légat d'Arabie en 244/9, petit fils du précédent?.
- Caius Caelius Saturninus, préfet du prétoire sous Constantin Ier[b 5],[12].